# Diftalsberget
Diftalsberget este o arie protejată (arie specială de conservare — SAC, sit de importanță comunitară — SCI) din Suedia întinsă pe o suprafață de 43,4 ha, integral pe uscat.

## Localizare
Centrul sitului Diftalsberget este situat la coordonatele 61°52′21″N 12°36′10″E / 61.8724°N 12.6028°E.

## Înființare
Situl Diftalsberget a fost declarat sit de importanță comunitară în mai 2001 pentru a proteja 1 specie de plante. Situl a fost protejat și ca arie specială de conservare în martie 2011.

## Biodiversitate
Situată în ecoregiunea boreală, aria protejată conține 2 habitate naturale: Mlaștini alcaline, Taiga vestică.
La baza desemnării sitului se află o specie protejată de  plante: papucul doamnei (Cypripedium calceolus).